# Pièce de 1 cent de dollar canadien
Pour les articles homonymes, voir Cent.
Au Canada, un cent, aussi appelé sou ou sou noir, était une pièce de monnaie qui représentait 1⁄100 d'un dollar. Au Québec, au Nouveau-Brunswick et en Ontario, le cent est aussi appelé « une cenne » et « un sou » par les francophones. La pièce de un cent a été abolie en 2013.

## Description
Comme toutes les pièces de monnaie canadiennes, l’envers de la pièce est le monarque régnant canadien au moment de l'émission. L'avers représentait, jusqu'à l'abolition de la pièce de 1 cent en 2013, la reine Élisabeth II, et ce depuis 1953. Depuis sa ressemblance a connu trois mises à jour de conception, dont la première en 1965. Elle a ensuite subi une mise à jour en 1990, Dora de Pédery-Hunt en est la conceptrice. Finalement en 2004 conçue par Susanna Blunt. Un revers spécial, qui représentait un pigeon biset, a été produit en 1966 dans le cadre de la célébration du centenaire. Il a été conçu par l'artiste canadien Alex Colville ; son utilisation en 1967 a marqué le seul moment, depuis la conception de la pièce en 1937, où la feuille d'érable n'a pas été utilisée sur le côté pile du sou canadien.
La gravure présente deux feuilles alternes caractéristique de la platane (Platanus) qui n'est pas natif du Canada. L'érable (Acer) présente des feuilles opposées, non alternes. 
La dernière pièce à avoir été produite avait un bord rond et lisse, et cela a été le cas pour la plupart de son histoire, mais, de 1982 à 1996, la pièce était à douze faces. Cela a été fait pour aider les malvoyants à identifier la pièce.

## Histoire
Le premier cent canadien a été frappé en 1858 et avait un diamètre de 25,4 millimètres (1,00 po) et un poids de 4,54 grammes (0,160 oz). Ces centimes ont été émis initialement pour apporter un peu d'ordre dans le système monétaire canadien, qui, jusqu'en 1858, s'était appuyé sur des jetons de monnaie commerciales et britanniques (Les francophones les appellent "sous" ou "sous noirs", le terme est encore utilisé de nos jours). Les spécifications de la pièce ont été choisies avec l'intention que les pièces allaient également être utilisées comme outils de mesure. Cependant, leur faible poids par rapport à la monnaie britannique et commerciale qui était facilement disponible à l'époque, était un sérieux obstacle à leur acceptation par le public. Certaines de ces pièces ont même été vendues avec un rabais de 20 % et ont été héritées par le gouvernement fédéral en 1867. La production fraîche de nouvelles cents (avec le poids augmenté à 5,67 grammes (0,200 oz)) n'était pas nécessaire jusqu'en 1876. Les cents de 1858-1920 étaient plus grands que les pièces de un cent d'aujourd'hui et avaient un diamètre qui était un peu plus grand que la pièce moderne 25 ¢ (son diamètre étant 23,58 millimètres ou 0,928 pouces). Après la Confédération, elles ont été frappées sur le flan de la Halfpenny et étaient à peu près de la même valeur. Des cents n'ont été émis que sporadiquement vers la fin du XIXe siècle. Ils ont été utilisés dans les Provinces du Canada, le Nouveau-Brunswick et la Nouvelle-Écosse à la Confédération en 1867, le Nouveau-Brunswick et la Nouvelle-Écosse frappaient leurs propres monnaies avant cette date. La Colombie-Britannique, l'Île du Prince Édouard et Terre-Neuve ont continué à émettre des «penny» jusqu'à ce qu'ils adhérent à la Confédération. Le prix élevé du cuivre a forcé une réduction de la taille actuelle en 1920.  La Monnaie royale canadienne cesse de distribuer la pièce d'un cent le 4 février 2013.

### Abolition
En décembre 2010, le comité permanent du Sénat canadien sur les finances nationales préconise le retrait des pièces de 1 cent du fait de leur relatif haut coût de fabrication par rapport à leur valeur réelle. Une pièce de 1 cent coûte en effet 1,6 cent à produire. Prévue dans le budget 2012-2013 de Jim Flaherty, la dernière cenne noire a été produite le 4 mai 2012; elle a ensuite été envoyée au musée de la monnaie royale canadienne.
Subséquemment au retrait du sou noir, le 4 février 2013, les commerçants canadiens arrondissent le prix d'une transaction payée comptant; si un article coûte 1,01 $ ou 1,02 $, ce montant est arrondi à 1 $. On arrondit à 1,05 $ les sommes de 1,03 $ ou de 1,04 $. On arrondit à la hausse les montants se terminant par 3-4-8-9 et à la baisse les montants se terminant par 1-2-6-7. Si le client paie avec la valeur juste, l'arrondi n'a pas lieu. La pièce de 1 cent conserve sa valeur monétaire, ce qui signifie que les clients peuvent toujours utiliser les sous noirs qu'il leur reste lors d'une transaction. Toutefois, comme ils n'en reçoivent plus en retour, la pièce tend à disparaître de la circulation. Enfin, les transactions faites à partir de chèque, de carte de crédit ou de débit sont effectuées au montant juste.

### Composition
Poids 2,35g :

94 % acier,
4,5 % cuivre,
1,5 % nickel ou zinc